# 抚顺石油化工公司职工大学
抚顺石油化工公司职工大学，简称抚顺石化职大，是指一所经辽宁省人民政府批准、中华人民共和国教育部备案，隶属于国有特大型企业中国石油抚顺石化公司的成人高等学校，于1982年10月12日在抚顺挂牌成立，其前身可追溯到始建于1950年的抚顺业余石油学院。校址位于辽宁省抚顺市顺城区西葛一路12号的抚顺石化公司教育培训中心内。该中心内部设有3个培训部、1所党校、1所职工大学、1所中等职业技术专科学校、7所中小学和1个教育产业经营公司,共有教职工800多人,固定资产7600多万元,教学楼面积60000多平方米。

## 历史沿革
1950年，抚顺石油一厂职工业余文化技术学校创建。
1950年，抚顺石油一厂职工业余文化学校创建。
- 1956年，抚顺石油一厂职工业余文化技术学校、抚顺石油一厂职工业余文化学校合并组建抚顺石油一厂职工业余学校。
- 1956年，抚顺石油一厂职工业余学校（业大部）创建。抚顺石油一厂职工业余学校（业大部）并入抚顺业余工学院（其后参见抚顺职工大学历史沿革）。

1958年，抚顺石油一厂职工业余学校改建为（抚顺石油一厂、抚顺石油学院）抚顺业余石油学院。
1963年，（抚顺石油一厂、抚顺石油学院）抚顺业余石油学院（抚顺石油一厂、抚顺石油设计院）改建为（石油一厂、石油二厂、石油三厂、抚顺石油设计院、抚顺石油研究所、抚顺石油炼厂建设公司、抚顺石油学院）抚顺业余石油学院。
1966年，抚顺业余石油学院停办。
1982年10月12日，抚顺石油化工公司职工大学创建。
1983年，抚顺石油化工公司职工大学通过教育部备案。
1983年，抚顺石化公司职工中等专业学校创建（合署）。
2009年，抚顺石油化工公司职工大学停止招生。